# Köbərkənd
Köbərkənd è un comune dell'Azerbaigian situato nel distretto di Bərdə. Conta una popolazione di 570 abitanti.